# Manfredo de Sicilia
Manfredo de Sicilia (Venosa, 1232-Benevento, 26 de febrero de 1266) fue rey de Sicilia desde 1258 a 1266.

## Biografía
Hijo ilegítimo del emperador Federico II Hohenstaufen y Bianca Lancia (quien según algunas pruebas se casó con el emperador poco antes de su muerte), y hermano de Constanza Augusta.
Federico II mismo parece considerar a Manfredo como hijo legítimo, y por su voluntad fue nombrado como Príncipe de Tarento y representante en Italia de su medio hermano, el rey alemán Conrado IV. Aunque solo tenía dieciocho años de edad, Manfredo actuó lealmente y con vigor en la ejecución de sus deberes, y cuando Conrado IV apareció en el sur de Italia en 1252 su autoridad fue general y rápidamente reconocida. Cuando en mayo de 1254 el rey alemán murió, Manfredo, después de negarse a entregar Sicilia al Papa Inocencio IV, aceptó la regencia en nombre de Conradino, el pequeño hijo de Conrado IV.
Después de 1258, tras hacer correr el rumor de la muerte de Conradino, asumió el poder como Rey de Sicilia, siendo coronado el 10 de agosto de aquel mismo año en Palermo. El Papa Alejandro IV, a quien la alianza con los sarracenos de Manfredo le parecía una gran ofensa a la religión cristiana, declaró nula la coronación de Manfredo y lo excomulgó.
Manfredo organizó entonces una coalición con la Italia central y norte contra el poder papal. Así, junto a los gibelinos de Siena derrotó a los güelfos de Florencia el 4 de septiembre de 1260 en la batalla de Montaperti. Los florentinos reconocieron a Manfredo como protector de la Toscana. Después, el nuevo Papa, Urbano IV, solicitó la ayuda de Carlos I de Anjou, hermano de Luis IX de Francia, ofreciéndole la corona de Sicilia a cambio de que expulsase a Manfredo de los territorios del papado al sur de Italia. Manfredo, vista la alianza, publicó el Manifiesto a los Romanos, en donde reclamaba la autoridad, ya no solo sobre Italia, sino sobre todo el imperio. El 26 de febrero de 1266, en la batalla de Benevento, Manfredo fue derrotado y muerto por las tropas francesas.

## Matrimonios y descendencia
Se casó con Beatriz de Saboya (†1257), por poderes en marzo de 1247 y el contrato de matrimonio se firmó el 21 de abril de 1247. Tuvieron una hija:
- Constanza (1249-1302), que casó con Pedro III de Aragón y se convirtió en madre de Alfonso III de Aragón, Jaime II de Aragón, Federico II de Sicilia e Isabel de Aragón.

Se casó Manfredo en segundas nupcias con Helena Angelina Doukaina, hija de Miguel II Comneno Ducas después de la muerte de su primera esposa en 1257. Tuvieron los siguientes hijos:
- Beatriz de Sicilia (1258 - antes de 1307) casada, en primer lugar, con Rainer Gherardesca, y en segundo lugar con Manfredo IV de Saluzzo.
- Federico de Sicilia (1259 - última mención en vida en 1312).
- Enrique de Sicilia (1260 - 31 de octubre de 1318).
- Enzo de Cerdeña (1261 - 1301).
- Flordelis de Sicilia (1266 - última mención en vida en 1297).